# Poecilobothrus aberrans
Poecilobothrus aberrans är en tvåvingeart som först beskrevs av Friedrich Hermann Loew 1871.  Poecilobothrus aberrans ingår i släktet Poecilobothrus och familjen styltflugor. Inga underarter finns listade i Catalogue of Life.